# نووگورودکا (استان آمور)
نووگورودکا (به لاتین: Novgorodka) یک منطقهٔ مسکونی در روسیه است که در استان آمور واقع شده‌است.